# Долгоостровское сельское поселение
Долгоостровское се́льское поселе́ние — муниципальное образование в Батыревском районе Чувашии Российской Федерации.
Административный центр — деревня Долгий Остров.

## География
Всего земельных ресурсов - 385 га, в том числе пашен - 54 га, пастбищ - 80 га, сельхозугодий - 134 га, приусадебных земель - 215 га, кустрники - 10 га, под водой - 1 га.
Площади улиц - 17 га, прочие - 8 га.

## История
Статус и границы сельского поселения установлены Законом Чувашской Республики от 24 ноября 2004 года № 37 «Об установлении границ муниципальных образований Чувашской Республики и наделении их статусом городского, сельского поселения, муниципального района и городского округа».

## Население
| 2010  | 2012  | 2013  | 2014  | 2015  | 2016  | 2017  |
| ----- | ----- | ----- | ----- | ----- | ----- | ----- |
| 1185  | ↗1187 | ↘1159 | ↘1117 | ↘1102 | ↗1120 | ↘1105 |
| 2018  | 2019  | 2020  | 2021  |       |       |       |
| ↘1085 | ↘1077 | ↘1063 | ↘1041 |       |       |       |

## Состав сельского поселения
| № | Населённый пункт | Тип населённого пункта          | Население |
| - | ---------------- | ------------------------------- | --------- |
| 1 | Долгий Остров    | деревня, административный центр | ↗962      |
| 2 | Чувашские Ишаки  | деревня                         | ↗385      |